# Seychelles Broadcasting Corporation
Seychelles Broadcasting Corporation, conosciuta anche con l'acronimo SBC, è l'ente radiotelevisivo pubblico delle Seychelles. Trasmette dalla capitale Victoria in inglese, in francese e in creolo.

## Storia

### Epoca coloniale
La radiofonia alle Seychelles fu introdotta nel 1945, quando l'arcipelago era ancora una colonia britannica; trasmetteva per una sola ora al giorno ed era inizialmente gestita dal Dipartimento dell'istruzione utilizzando le strutture della società delle telecomunicazioni.
Le prime trasmissioni regolari, però, andarono in onda dal 20 luglio 1965 con la fondazione ufficiale di Radyo Sesel, dotata di uno studio ad Union Vale, presso la capitale. 
Lo staff era composto da un manager/ingegnere britannico e dodici persone del posto.
Le ore di trasmissione erano quasi da subito quattro e mezzo al giorno in inglese, francese e creolo.
La maggior parte dei programmi veniva fornita da BBC Transcription Services. Altri programmi erano prodotti localmente o inviati da organismi dell'emittenza internazionale.
Tra i programmi più popolari ce n'erano uno di musica all'ora di pranzo e un altro su argomenti di interesse per i locutori creoli nella tarda serata.
A settembre 1966 Radyo Sesel esordì nelle trasmissioni in esterna in occasione dell'apertura, da parte del governatore coloniale, del National Show, la principale celebrazione del Paese. Furono mandate in onda cerimonie religiose, canti corali e telecronache sportive.
Il 30 maggio 1971 ebbe luogo un'esplosione presso gli studi di Radyo Sesel a Union Vale, causata da una carica da demolizione, che distrusse totalmente i trasmettitori.

### Dall'indipendenza in poi

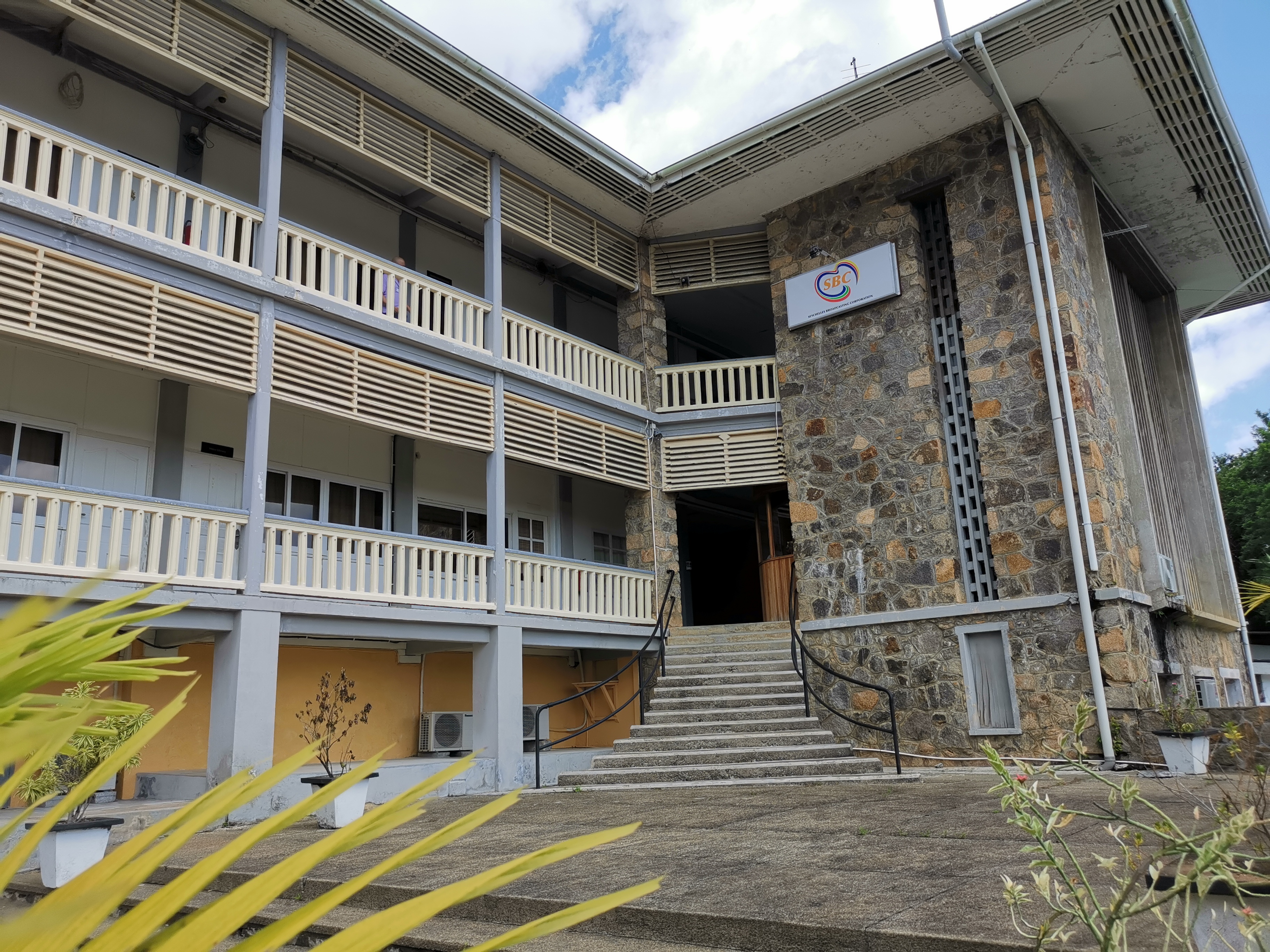
Hermitage, sede di SBC

Nel 1977, a due anni dall'ottenimento dell'indipendenza del Paese, Radyo Sesel fu dotata del suo primo veicolo per esterni, che rese possibile realizzare programmi in diretta come Tea Time Music. Il personale fu arricchito dall'entrata in scena di nuovi nomi come Douglas Cedras, Jeris Moses e Marie-Cécile Medor, che conducevano da vari luoghi nell'isola di Mahé. Le ore del palinsesto raggiunsero il numero di 65 settimanali.
Nel 1980 fu messa a punto un'unità televisiva nella località di Bel Eau per produrre programmi video per il Ministero dell'istruzione;
il 1º gennaio 1983 fu lanciato il primo servizio di televisione pubblica con Radio Television Seychelles (RTS), che trasmetteva da Hermitage ogni fine settimana da venerdì a domenica.
Al 1986 la TV era già fruibile dal 98% circa della popolazione, avendo raggiunto una copertura ormai quasi completa.
Nel 1989 RTS Television iniziò a trasmettere 7 giorni su 7.
Grazie all'installazione di una parabola presso Hermitage nel 1991 gli spettatori seychellesi potevano guardare la CNN, che veniva ripetuta da RTS.
Il 1º maggio 1992, in seguito alla reintroduzione del sistema politico multipartitico, RTS, emittente finora di tipo governativo sotto il diretto controllo del Ministero dell'informazione, divenne Seychelles Broadcasting Corporation (SBC), un servizio di radiotelevisione pubblico indipendente.
Il 30 maggio 1997 fu lanciata la stazione radiofonica Paradise FM, complementare al già esistente servizio radio AM.
A marzo 2010 SBC rinnovò la propria programmazione televisiva ponendo maggiore attenzione alla produzione di programmi locali. Furono introdotti programmi a cadenza stagionale e il palinsesto fu esteso alle 24 ore grazie all'avvento di un sistema di messa in onda automatico.
A maggio 2018 l'edificio di Union Vale fu demolito per fare spazio alla costruzione della nuova SBC House. Il personale della radio fu trasferito alla sede principale di SBC a Hermitage.
Il 28 giugno 2018 SBC passò alla tecnologia televisiva digitale portando il proprio bouquet a 10 canali TV e 4 stazioni radio, tutti gratuiti.
A ottobre 2018 anche Radyo Sesel arrivò a coprire le 24 ore giornaliere.
A dicembre 2019 si tenne la prima edizione annuale del Paradise FM Music Awards, che premia gli artisti che hanno raggiunto la vetta delle classifiche nello spettacolo settimanale Paradise FM Chart Attack.
A luglio 2020 la tecnologia TV analogica fu ufficialmente e definitivamente spenta.
A maggio 2022 SBC lanciò ‘Leko’, un servizio di audio on demand disponibile attraverso le applicazioni per cellulari di Radyo Sesel e Paradise FM.
SBC trasmette anche canali televisivi internazionali gratuiti sulla sua piattaforma digitale terrestre, quali Al Jazeera, Deutsche Welle, TV5 Monde, TiVi5, TV5 Lifestyle, CCTV News, CCTV French, Russia Today e France 24, e le 2 stazioni radio internazionali Radio France Internationale (RFI) e BBC World Service.

## Amministrazione
SBC è amministrata in base all'articolo 168 della costituzione seychellese, che prevede un ente radiotelevisivo pubblico e indipendente.
L'SBC Act 2011 istituì SBC come ente indipendente amministrato da un collegio di direttori nominati dal Presidente della Repubblica. L'emendamento all'SBC Act del 2017 introdusse la figura del Deputy CEO.

## Servizi

### Televisione
| Nome  | Sede     | Тipo | Lancio | Lingua                     |
| ----- | -------- | --- | ------ | -------------------------- |
| SBC 1 | Victoria | generalista (propone la maggior parte delle prime visioni) | 1965   | inglese, francese e creolo |
| SBC 2 | Victoria | generalista (propone soprattutto intrattenimento, programmi didattici, materiale d'archivio, dirette delle sedute dell'Assemblea Nazionale e dirette di trasmissioni in esterno, inclusi i principali eventi sportivi) |        | inglese, francese e creolo |
| SBC 3 | Victoria | generalista (dedicato principalmente agli eventi speciali, come le conferenze stampa, e a repliche di programmi già andati in onda su SBC1 e SBC2)                                                                     |        | inglese, francese e creolo |

### Radio
| Nome        | Sede     | Тipo              | Lancio | Lingua                     |
| ----------- | -------- | ----------------- | ------ | -------------------------- |
| Paradise FM | Victoria | generalista in FM |        | inglese, francese e creolo |
| Radyo Sesel | Victoria | generalista in AM |        | inglese, francese e creolo |

## Ricezione

### Terrestre
La televisione di Seychelles Broadcasting Corporation trasmette in standard DVB-T HD; la radio trasmette in AM e in FM.

### Streaming
Seychelles Broadcasting Corporation in streaming